# Federlibellen
Die Federlibellen (Platycnemididae) sind eine Familie der Kleinlibellen (Zygoptera). 

## Merkmale
Die Federlibellen sind sehr ähnlich zu ihrer Schwesterfamilie Coenagrionidae und weltweit anhand morphologischer Merkmale nicht sicher von diesen unterscheidbar. Die europäischen Arten sind sehr zart gebaut. Die Unterschenkel (Tibien) der mittleren und der hinteren Beinpaare sind bei den Männchen verbreitert und flach (gilt nur für die Arten der Unterfamilie Platycnemidinae). Sie erinnern dadurch an Vogelfedern, woher sich der deutsche Name ableitet. Die Tibien sind außerdem fast immer lang und dicht bestachelt, der Kopf ist meist auffallend breit mit weit auseinander stehenden Augen. Die meisten Federlibellen sind Fließgewässerarten.

## Fortpflanzung und Entwicklung
Zur Paarung bilden die Partner, wie typisch für Libellen, ein Paarungsrad und die darauf folgende Eiablage auch der Federlibellen geschieht im Tandemflug. Dabei werden die Eier der heimischen Arten in Wasserpflanzen wie der Teichrose oder dem Laichkraut eingestochen, wobei das Weibchen maximal mit dem Hinterleib unter die Wasseroberfläche taucht.
Nach zwei bis drei Wochen schlüpfen die Larven, die sich vor allem im Bodenschlamm aufhalten und sich von anderen Insektenlarven oder Würmern ernähren. Die Entwicklung ist einjährig, die Überwinterung erfolgt als letztes Larvenstadium.

## Taxonomie, Systematik, Verbreitung
Schwestergruppe der Familie Platycnemididae sind die Coenagrionidae, mit denen sie die Überfamilie der Coenagrionoidea bilden. Verschiedene Gruppen, die früher meist als nahe verwandte Familien aufgefasst wurden, werden heute als Unterfamilien in eine weit gefasste Familie Platycnemididae mit einbezogen, etwa die ehemalige Familie Disparoneuridae (syn. Caconeuridae). Die früher oft unterschiedene Unterfamilie der Calicnemiinae erwies sich hingegen als paraphyletisch und musste in der traditionellen Umschreibung aufgegeben werden.
Weltweit sind etwa 400 Arten bekannt, die sich auf 40 Gattungen aufteilen. Alle Arten leben in der Alten Welt, mit Verbreitungsschwerpunkt in den Tropen, bevorzugt in Fließgewässern.
Folgende Unterfamilien und Gattungen werden unterschieden:
Familie Platycemididae
- Unterfamilie Platycnemidinae
  - Proplatycnemis Kennedy, 1920
  - Spesbona Dijkstra, 2013
  - Matticnemis Dijkstra, 2013,
  - Platycnemis Burmeister, 1839
  - Pseudocopera Fraser, 1922
- Unterfamilie Allocnemidinae – Afrika (außer Arabicnemis)
  - Allocnemis Selys, 1863
  - Arabicnemis Waterston, 1984
  - Mesocnemis Karsch, 1891
  - Metacnemis Hagen, 1863
  - Stenocnemis Karsch, 1899
- Unterfamilie Calicnemiinae Fraser, 1957 – Orientalis
  - Asthenocnemis Lieftinck, 1949
  - Calicnemia Strand, 1928
  - Coeliccia Kirby, 1890
  - Indocnemis Laidlaw, 1917
- Unterfamilie Disparoneurinae Fraser, 1957 – Afrika, Asien, Neuguinea, Australien 
  - Arabineura Schneider & Dumont, 1995
  - Caconeura Kirby, 1890
  - Disparoneura Selys, 1860
  - Elattoneura Cowley, 1935
  - Esme Fraser, 1922
  - Melanoneura Fraser, 1922
  - Nososticta Hagen, 1860
  - Phylloneura Fraser, 1922
  - Prodasineura Cowley, 1934
- Unterfamilie Idiocnemidinae – Neuguinea, Salomonen
  - Archboldargia Lieftinck, 1949
  - Arrhenocnemis Lieftinck, 1933
  - Cyanocnemis Lieftinck, 1949
  - Hylaeargia Lieftinck, 1949
  - Idiocnemis Selys, 1878
  - Igneocnemis Hämäläinen, 1991
  - Lieftinckia Kimmins, 1957
  - Lochmaeocnemis Lieftinck, 1949
  - Palaiargia Förster, 1903
  - Papuargia Lieftinck, 1938
  - Paramecocnemis Lieftinck, 1932
  - Rhyacocnemis Lieftinck, 1956
  - Risiocnemis Cowley, 1934
  - Salomocnemis Lieftinck, 1987
  - Torrenticnemis Lieftinck, 1949
- Unterfamilie Onychargiinae
  - Onychargia Selys, 1865 – Orientalis
  - Paracnemis Martin, 1902 – Madagaskar

Alle europäischen Arten gehören zur Gattung Platycnemis. In Mitteleuropa ist nur die Blaue Federlibelle (Platycnemis pennipes) verbreitet, in Südwesteuropa finden sich außerdem die Weiße Federlibelle (Platycnemis latipes) und die Orangerote Federlibelle (Platycnemis acutipennis). Die Illyrische Federlibelle (Platycnemis nitidula) wird häufig als Unterart von P. acutipennis angesehen und kommt nur in Griechenland und den vorgelagerten Inseln vor. In Nordafrika ist zudem die Maghreb-Federlibelle Platycnemis subdilatata weit verbreitet, bisher gab es aber nur einen Fund auf der zu Spanien gehörenden Insel Teneriffa.